# Tivadar Puskás

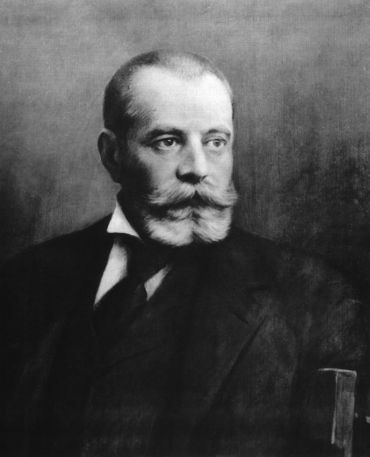
Tivadar Puskás

Tivadar Puskás (* 17. September 1844 in Pest, Kaisertum Österreich; † 16. März 1893 in Budapest, Österreich-Ungarn) war ein ungarischer Erfinder. Er entwarf 1879 in Paris die erste europäische Telefonzentrale und gründete 1893 in Budapest die Telefonzeitung Telefon Hírmondó.

## Leben
Das Studium der Ingenieurwissenschaften begann er in Wien und
beendete es an der Technischen Universität Budapest. 1866 ging er nach London. Ab 1873 arbeitete er in den Vereinigten Staaten, wo er ein Mitarbeiter von Thomas Edison war. Zwischen 1877 und 1886 war er Edisons Vertreter in Europa. Nach Puskás’ Plänen entstanden 1878 in Boston und 1879 in Paris die ersten Telefonzentralen. 1879 ging er zurück nach Ungarn und begann mit seinem Bruder mit dem Bau von Telefonzentralen auf dem Gebiet der Österreich-Ungarischen Monarchie. 1892 patentierte Puskás die Technik, die hinter der Telefonzeitung (einem Vorläufer des Radios) steckte und gründete 1893 die Telefonzeitung Telefon Hírmondó.

## „Hallo?!“
Als 1877 Puskás in Boston den Prototyp eines Telefon-Apparates testete und am anderen Ende zum ersten Mal die Stimme seines Gesprächspartners vernahm, soll er erregt aufgeschrien und „hallom!“ (ungarisch „ich höre (Sie)“) gesagt, sein Gesprächspartner zuvor „hallod?“ (ungarisch „hörst du?“) gefragt haben. Aus diesem „hallom“ bzw. „hallod“ soll dann das international verwendete „hallo“ oder engl. „hello“ entstanden sein. Neben dieser gibt es noch einige andere Erklärungen für die Wortherkunft von „hallo“.